# Paracotis cataïmena
Paracotis cataïmena là một loài bướm đêm trong họ Geometridae.